# Jardí zen

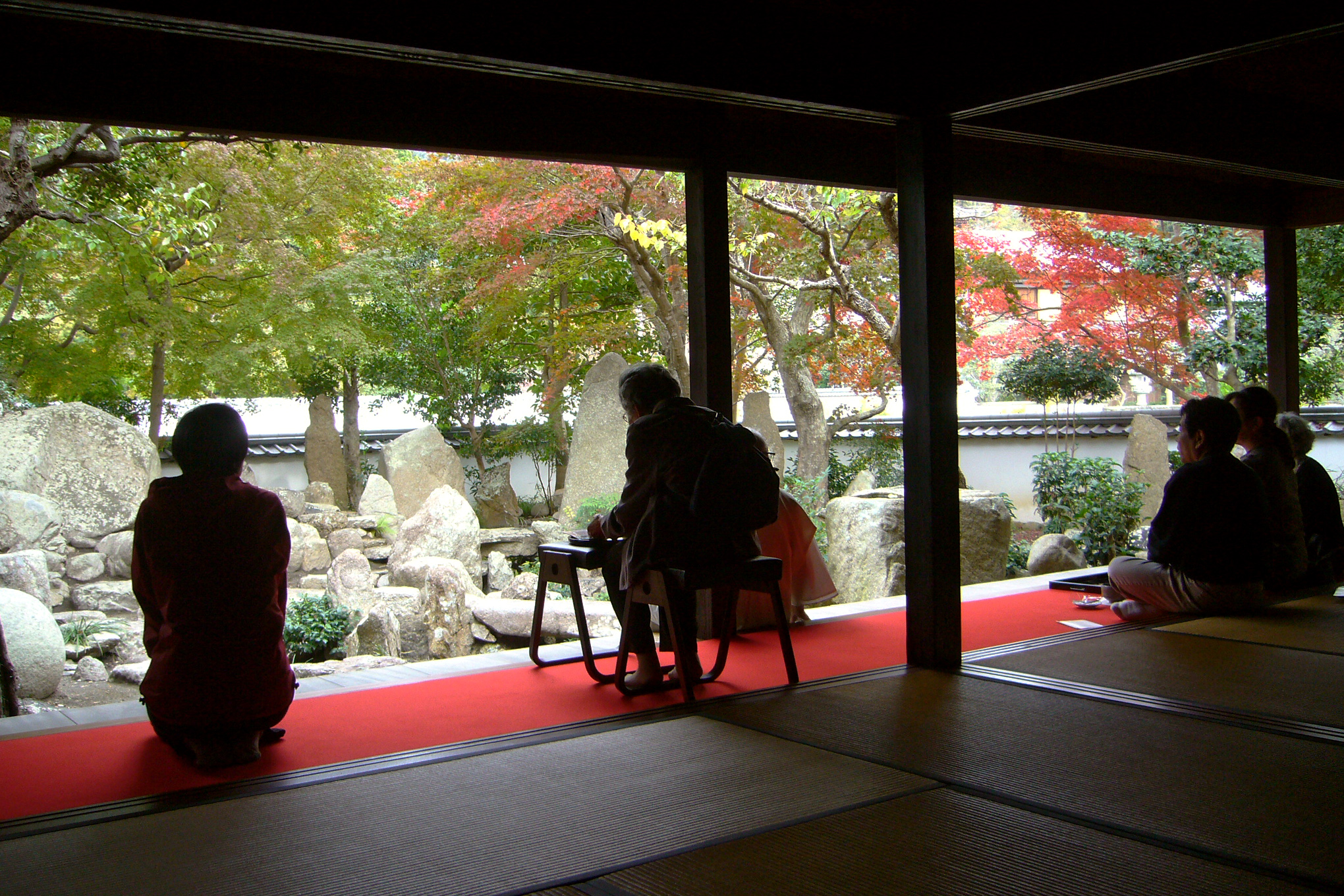
Contemplació d'un jardí zen

Un jardí zen o paisatge sec és un tipus de jardí de roques (Karesansui, 枯山水, literalment "muntanyes i aigua sense vida”) japonès, que consisteix en un paisatge simbòlic estilitzat i en miniatura creat mitjançant l'arranjament curós de roques, corrents d'aigua, molsa, arbres i arbustos retallats, i se serveix de sorra i grava ordenada amb un rasclet per tal de representar les ondulacions de l'aigua.
Un jardí zen acostuma a ser petit, envoltat per un mur i normalment està concebut per ser vist mentre s'està assegut en un punt determinat fora del jardí, com la porxada del hojo, la residència del cap d'una comunitat de monjos. Els jardins zen clàssics es van crear als temples budistes Zen de Kyoto, al Japó, durant el període Muromachi, i pretenien imitar l'essència de la natura —no en la seva aparença real— i servir d'ajuda a la meditació sobre el veritable significat de la vida.

## Simbolisme
Al jardí zen, a vegades les roques simbolitzen muntanyes (particularment la Horai, la llegendària llar dels vuit immortals de la mitologia budista), però també poden ser barques o criatures vives (normalment tortugues o carpes). En grup, poden ser una cascada o una grua volant. D'altra banda, als primers jardins del període Heian, a vegades les roques tenien un significat polític.
| «             | A vegades, quan les muntanyes són dèbils, inevitablement són destruïdes per l'aigua. En altres paraules és com si la gent ataqués al seu emperador. Una muntanya és dèbil si no troba pedres que la sustentin. Un emperador és dèbil si no té consellers. És per això que es diu que és gràcies a les pedres que una muntanya es manté, i que gràcies als seus suports un emperador es manté. És per aquesta raó que, quan construeixis un paisatge, has de posar roques al voltant de la muntanya. | » |
| — Sakutei-ki, | |   |

Alguns jardins zen clàssics, com el de Daisen-in, tenen un simbolisme fàcilment interpretable: són un viatge metafòric al riu de la vida. Altres, com el de Ryōan-ji, resulten més obscurs. S'han elaborat diverses teories sobre què representa aquest jardí, des d'illes en un corrent d'aigua fins a petits tigres que neden vers els cims de les muntanyes, passant per teories sobre els secrets de la geometria o les regles d'equilibri entre els nombres senars. Ara bé, segons l'historiador de jardins Gunter Nitschke, "El jardí de Ryōan-ji no representa res, és a dir, per evitar malentesos, el jardí de Ryōan-ji no mimetitza ni reprodueix la bellesa natural que hom troba al món real o mític. El considero com una composició abstracta d'objectes naturals en un espai, una composició llur funció és la d'incitar la meditació". Recentment, Gert van Tonder, de la Universitat de Kyoto i Michael Lyons de la universitat Ritsumeikan, van proposar que les riques de Ryōan-ji formen la imatge subliminar d'un arbre.

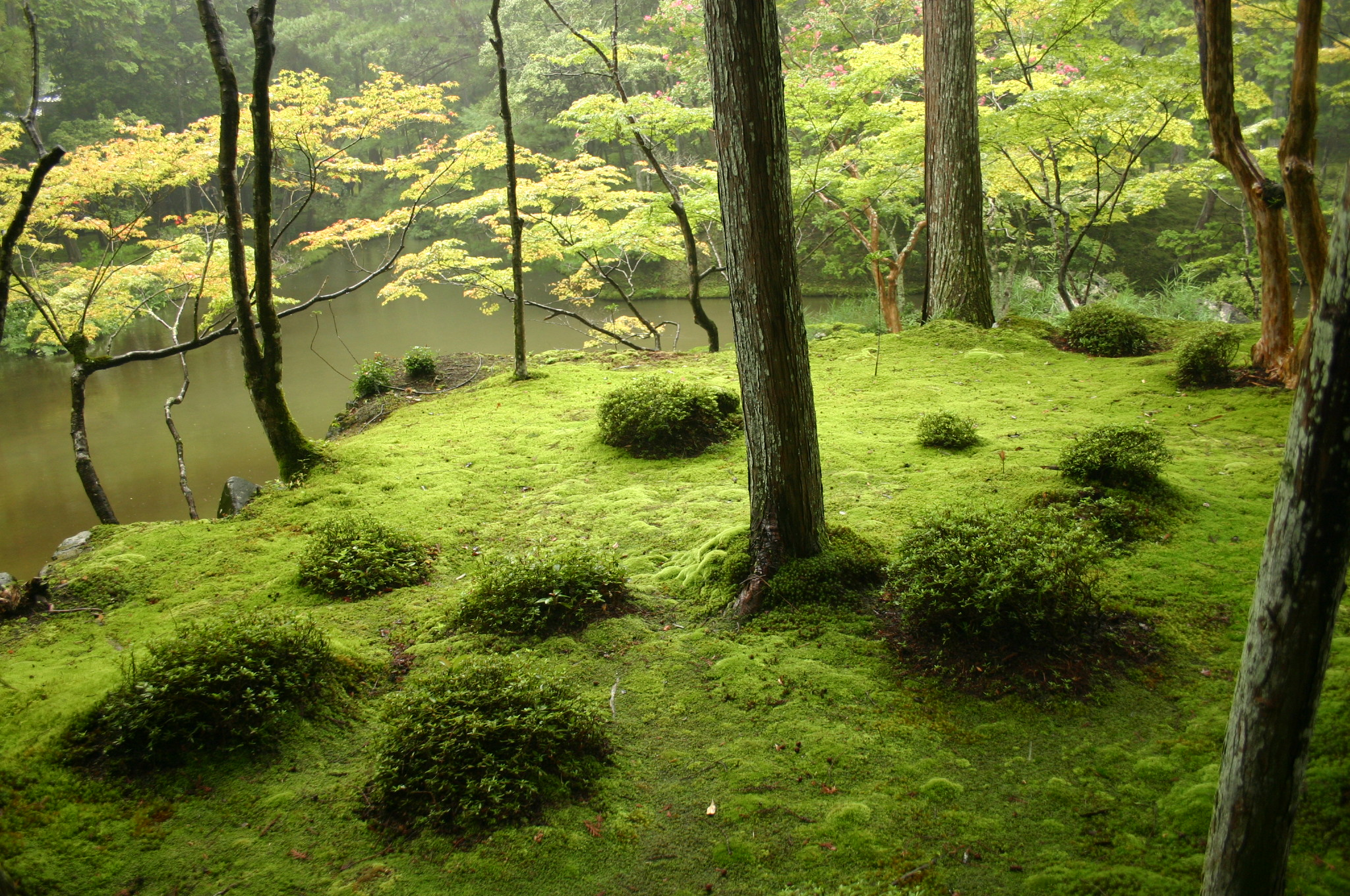
Saihō-ji, o el Jardí de la Molsa, un jardí zen de mitjan segle xiv. La molsa és posterior, quan el jardí va romandre sense atenció.
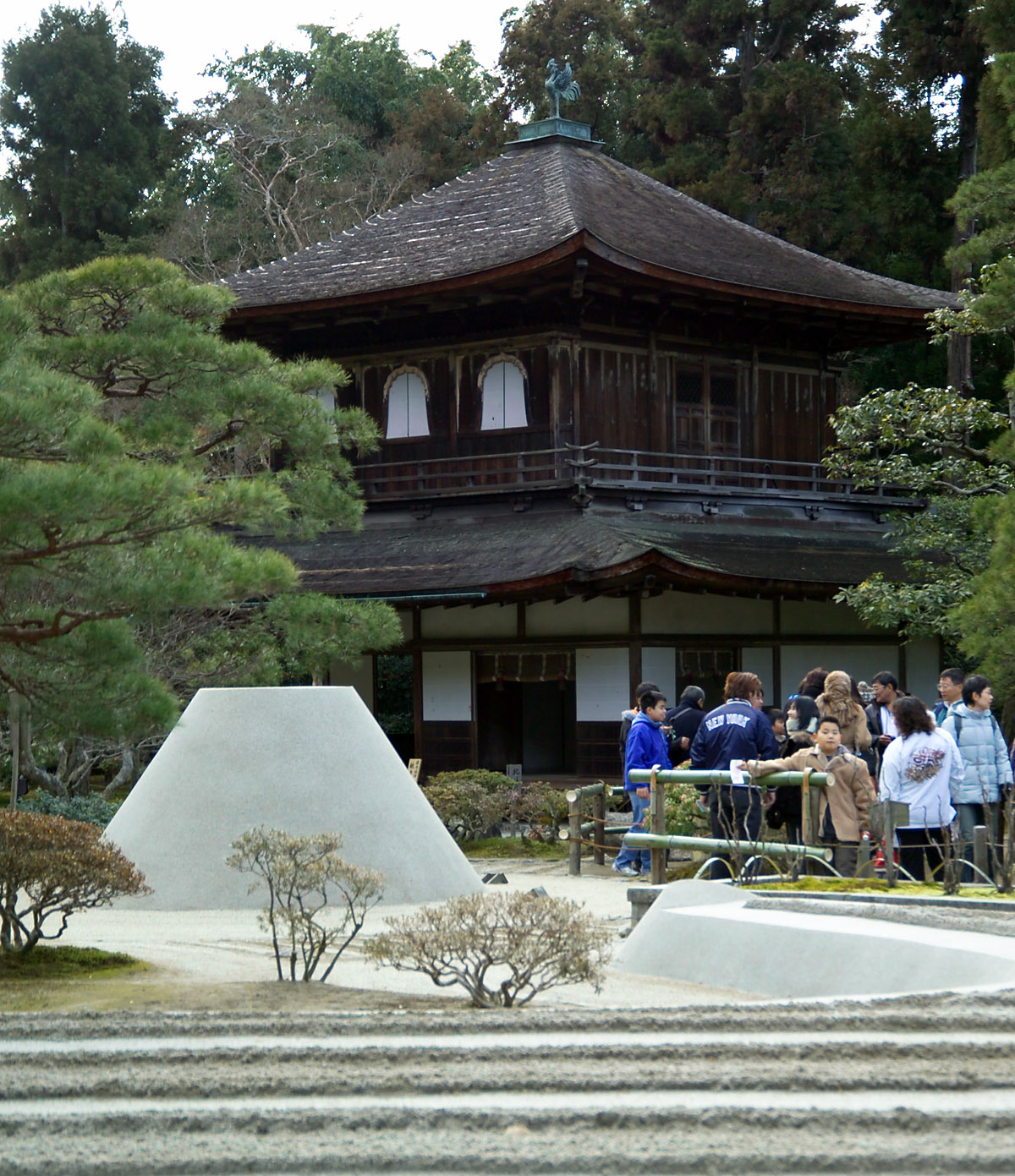
El jardí de Ginkaku-ji inclou una reproducció en grava del Mont Fuji, dins un mar de grava. Fou el model per altres muntanyes en miniatura en jardins japonesos durant segles.
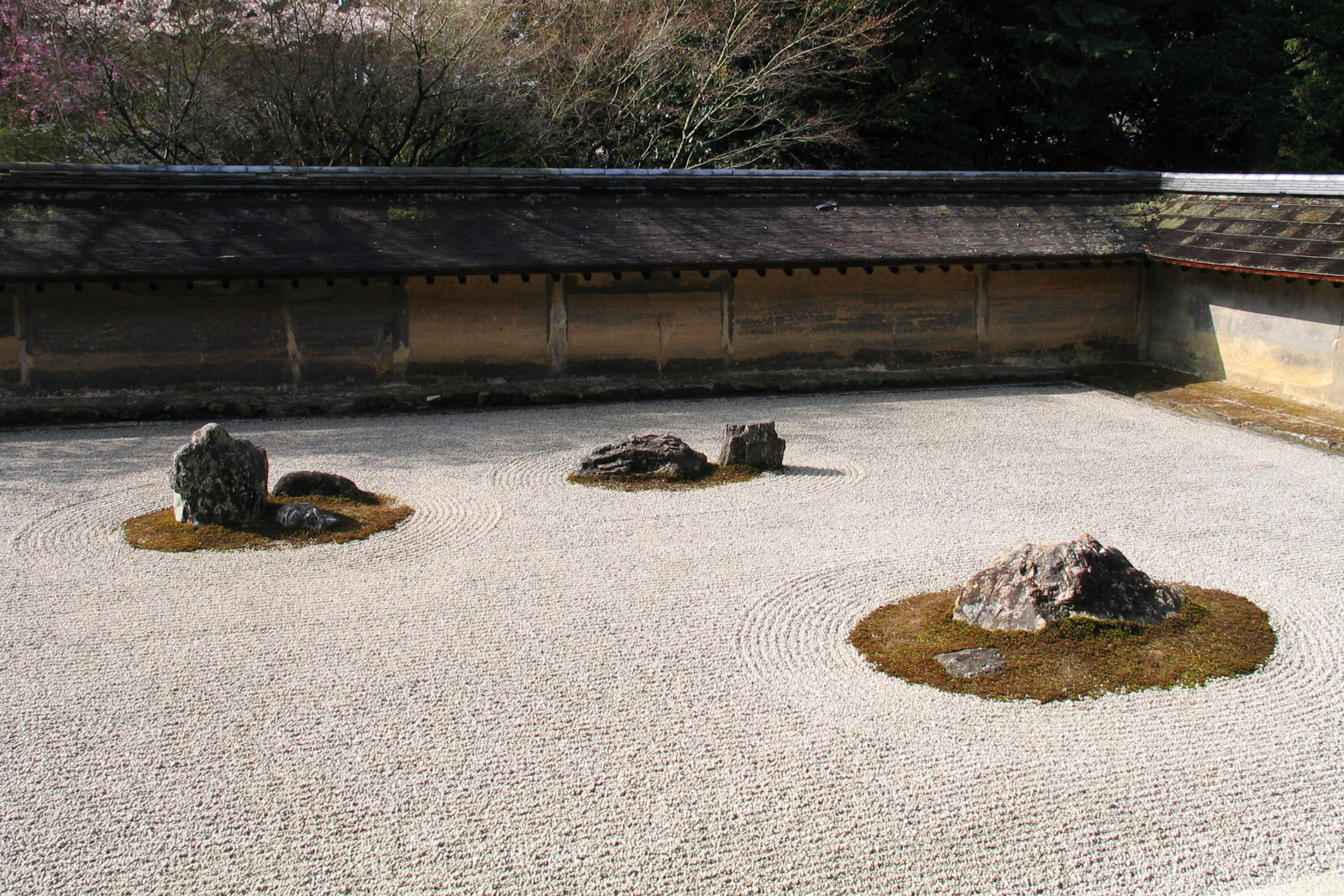
Part del jardí de Ryōan-ji (finals del segle xv, un dels jardins zen més abstractes.
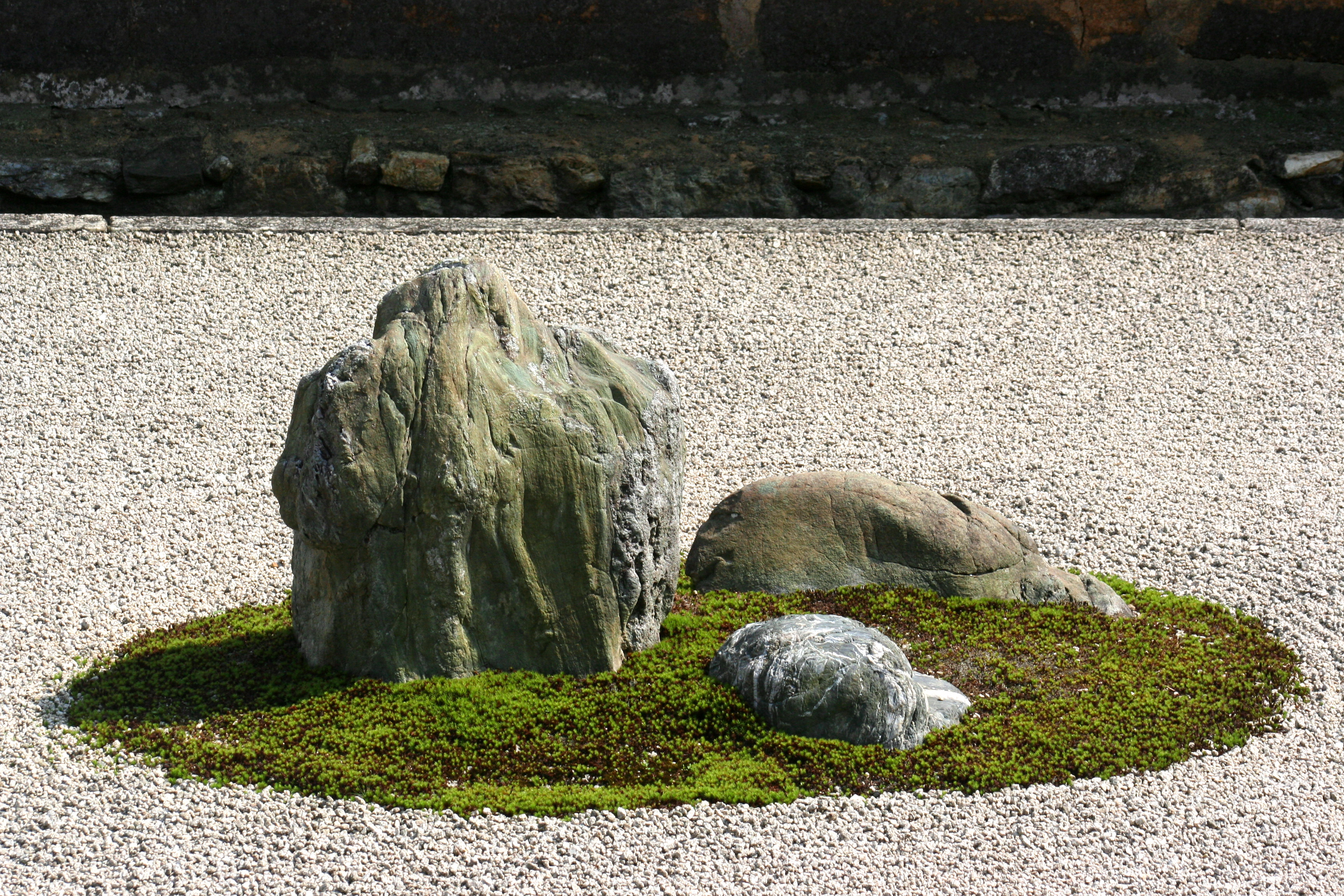
Composició clàssica d'una tríada de roques a Ryōan-ji.
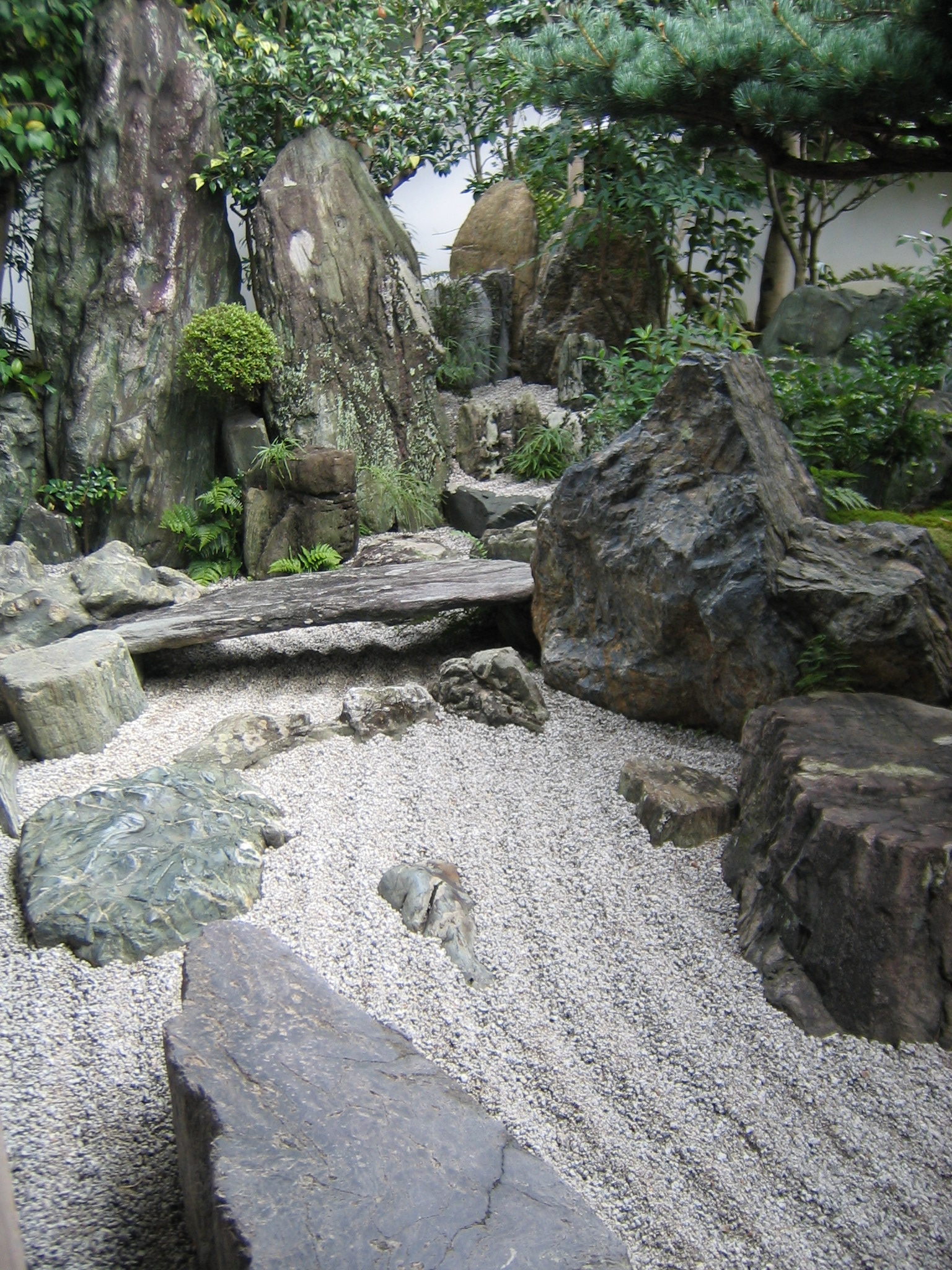
Al jardí de Daisen-in, un riu de grava porta als visitants a un viatge metafòric a través de la vida.
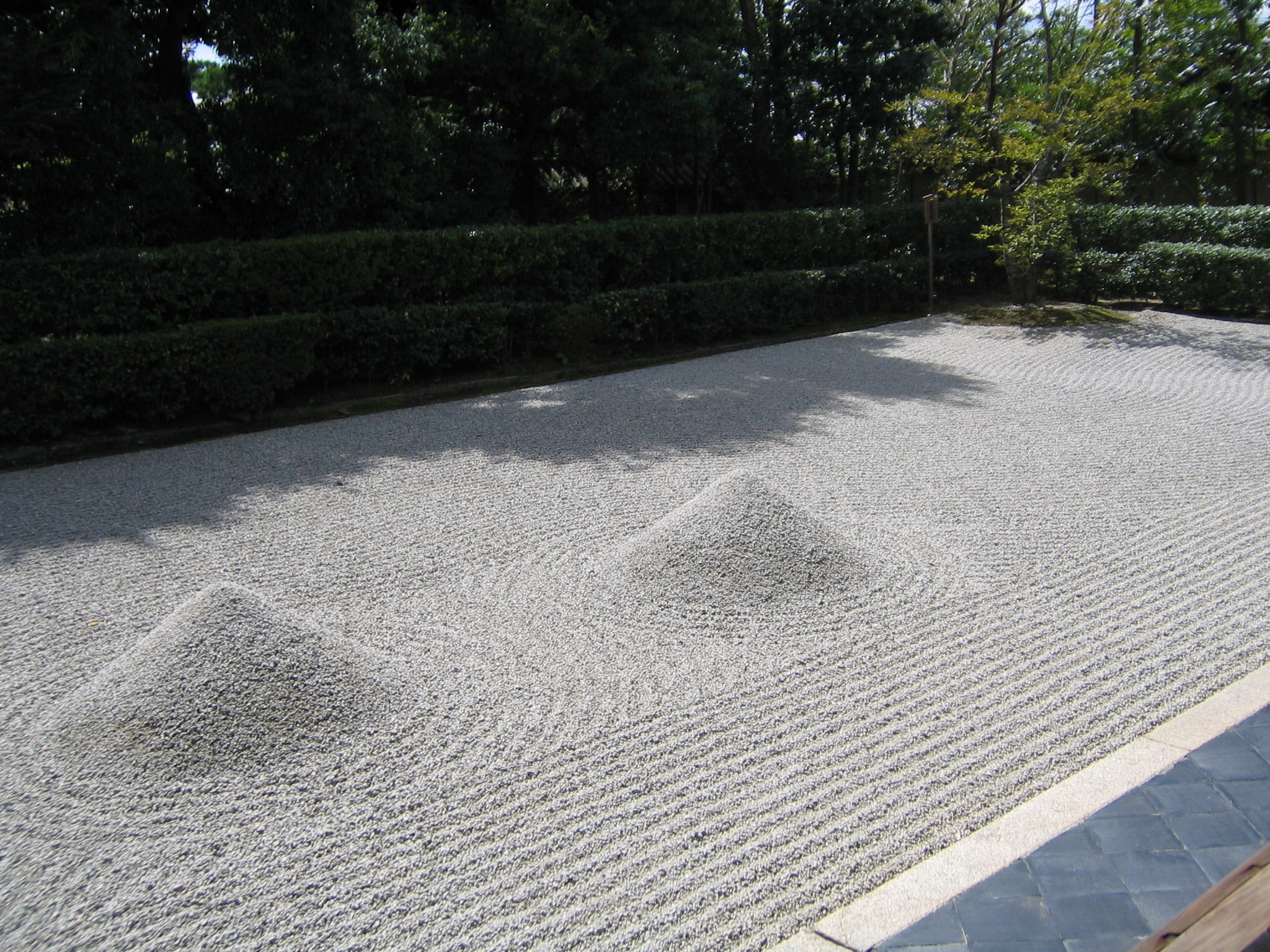
L'oceà de grava blanca del jardí de Daisen-ji, vers on flueix el riu de grava.
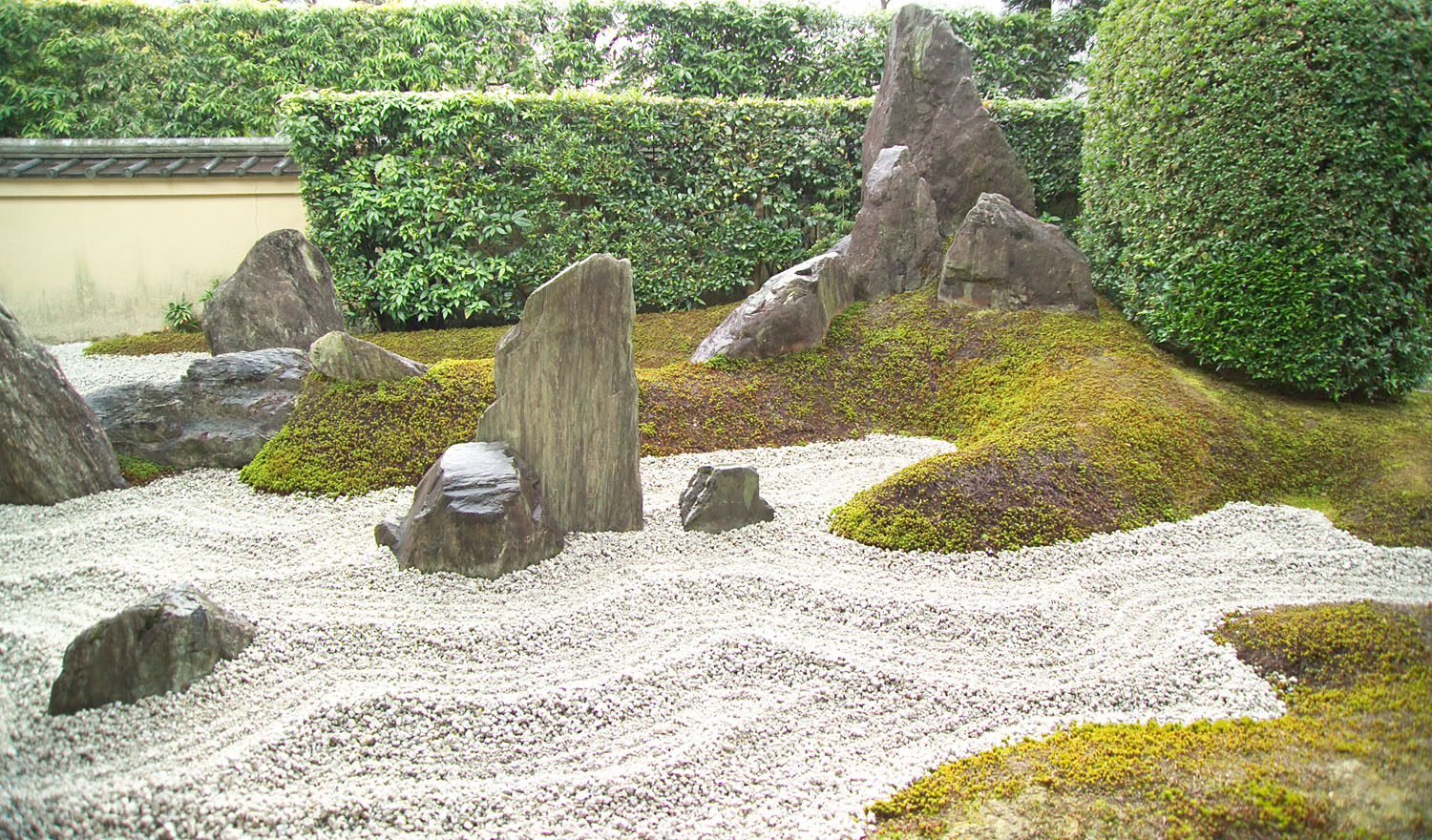
El jardí de la meravellosa muntanya de Zuiho-in, en un sots-temple de Daitoku-ji.
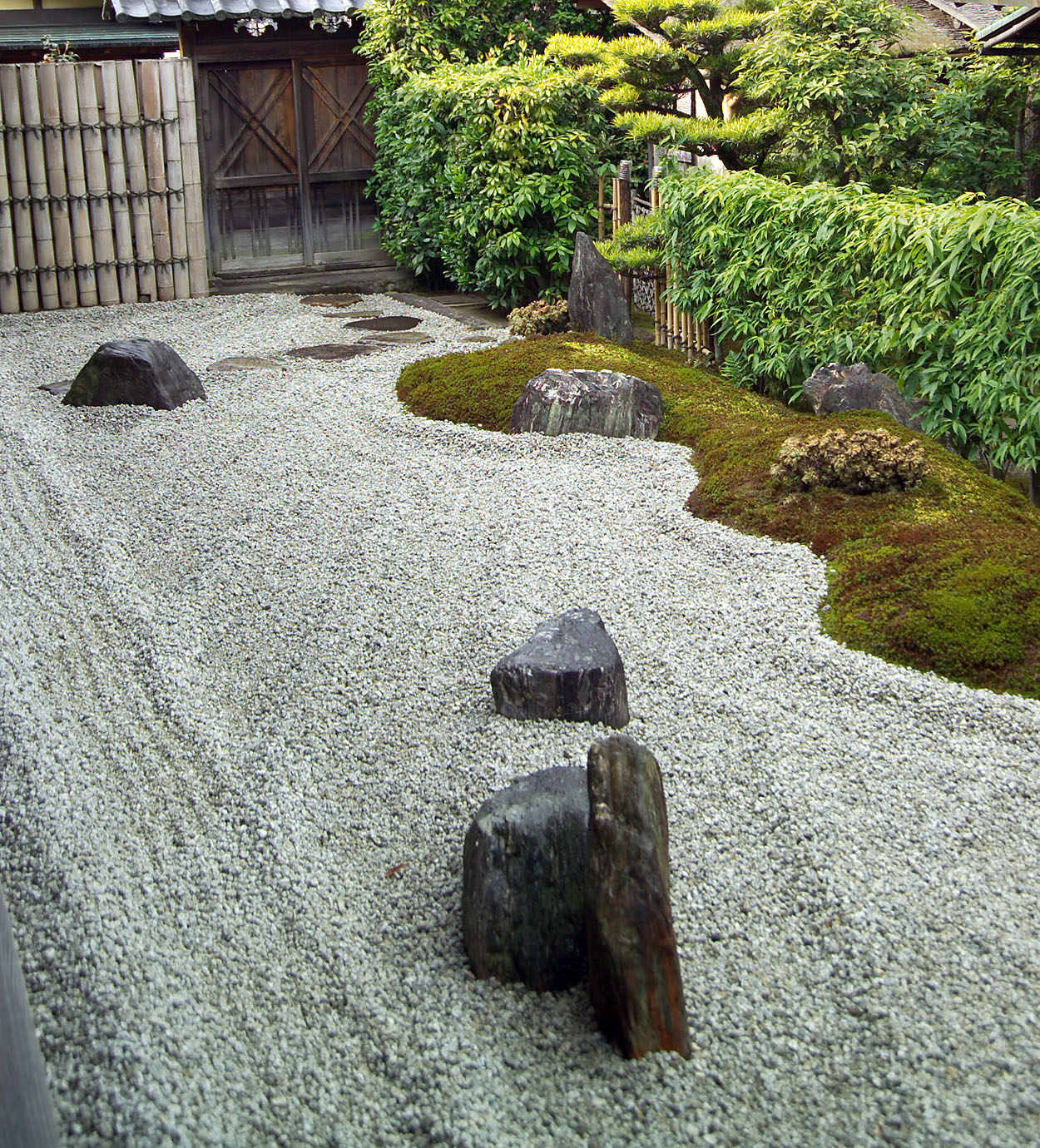
Al jardí de Zuiho-in, sembla que algunes roques estan disposades en creu. El seu constructor, Ōtomo Sōrin, es va convertir al cristianisme.